# Gustnado
Gustnado é um fenômeno meteorológico formado quando o vento originado de uma frente de rajada se eleva em forma de redemoinho.

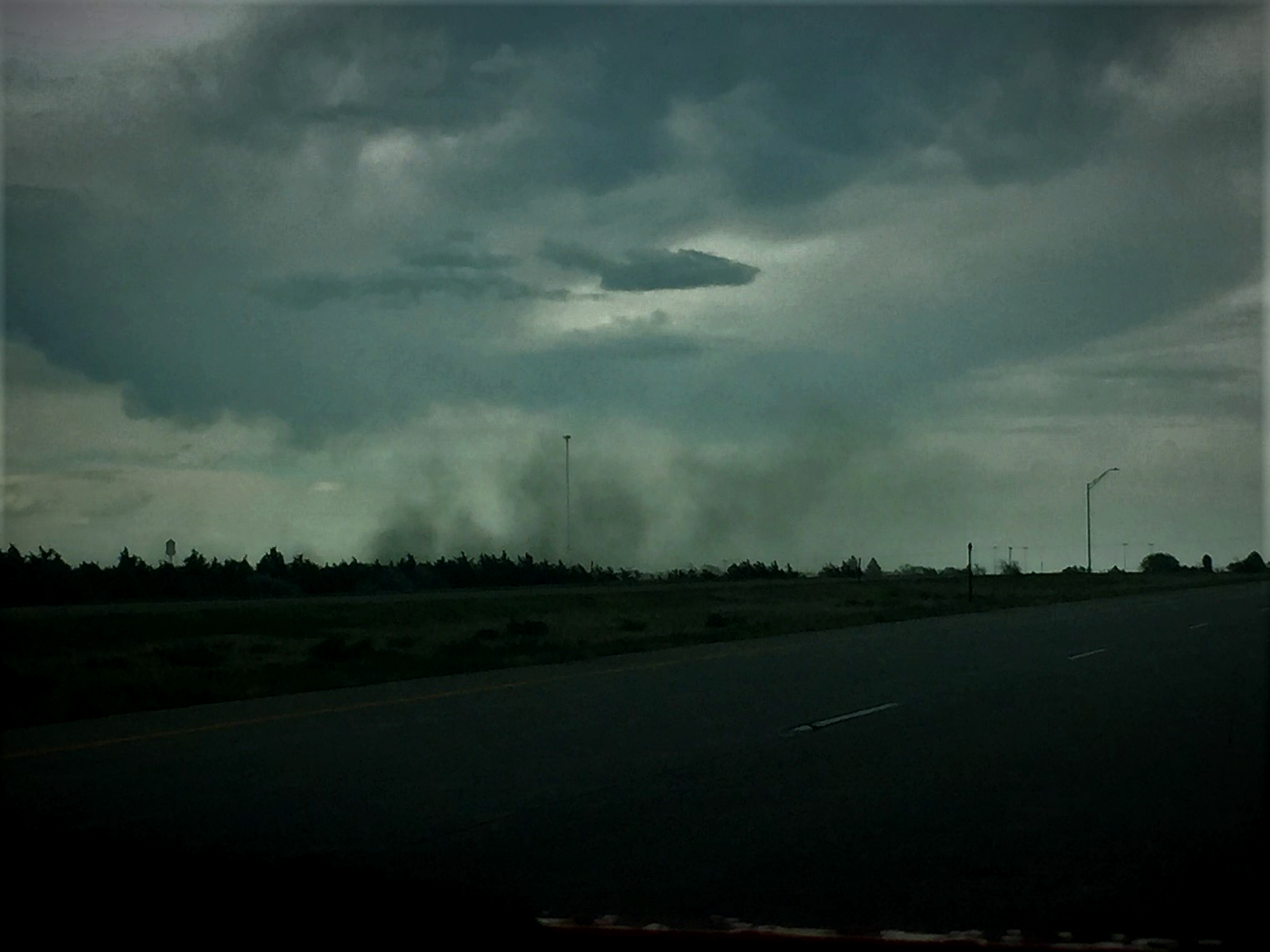
Um gustnado no leste de Limon, Colorado

A velocidade dos ventos frequentemente supera 120 km/h, causando danos semelhantes aos ocorridos durante a passagem de um tornado eF0 ou eF1.

## Etimologia
O termo gustnado tem origem na junção das palavras inglesas gust (rajada) e o sufixo nado, que deriva do final da palavra "tornado"

## Origem
Embora os gustnados tenham genêse diferente dos tornados, muitas vezes esses fenômenos são confundidos entre si, dada a semelhança entre os cones formados durante a ocorrência de ambos.
Forma-se a partir de um fluxo de ar seco, rápido e frio se encontra com uma massa de ar quente e úmida.

## Impactos
Os danos a infraestruturas causados por gustnados variam de leves a moderados, dependendo da intensidade e do local atingido:
- Danos a edificações: Telhados podem perder telhas, e estruturas leves, como galpões ou barracas, podem ser danificados ou destruídos.[3]
- Interrupção de energia: Linhas de transmissão elétrica podem ser afetadas por detritos voadores ou pela queda de árvores sobre cabos.[3]
- Impactos em meios de transporte: Veículos estacionados podem sofrer danos por objetos arremessados, como galhos ou placas. Veículos menores como bicicletas ou motocicletas podem ser derrubados e danificados. Por vezes, até mesmo aeronaves estacionadas em aeroportos podem ser movidas pelos ventos e sofrerem danos.[4]